# Peugeot 106
Peugeot 106 je pětidveřový nebo třídveřový hatchback. Je to městské auto. Vyráběl se ve dvou generacích. Výroba první generace začala v roce 1991 a skončila v roce 1996 (5 let). Druhá generace se vyráběla 7 let – do roku 2003, kdy byla výroba ukončena. Jeho hmotnost je 945 kg. Peugeot 106 je v podstatě dvojčetem Citroënu Saxo.

## Motory
- 1.0 L (954 cm³), motor TU9, OHC, 8 ventilů, 50 PS (37 kW)
- 1.1 L (1124 cm³) TU1, 60 PS (44 kW)
- 1.1 L (1124 cm³) TU1M+ (40kW)
- 1.3 L (1294 cm³) TU2 105 PS (72 kW) R-Rallye
- 1.4 L (1361 cm³) TU3, 75 PS (55 kW)
- 1.4 L (1361 cm³) TU3, 95 PS (69 kW)
- 1.4 L (1360 cm³) TUD Diesel
- 1.5 L (1527 cm³) TUD5 Diesel, 58 PS (42 kW)
- 1.6 L (1587 cm³) TU5, 105 PS (77 kW)
- 1.6 L (1587 cm³) TU5, 120 PS (88 kW)

## 1. generace (1991–1996)

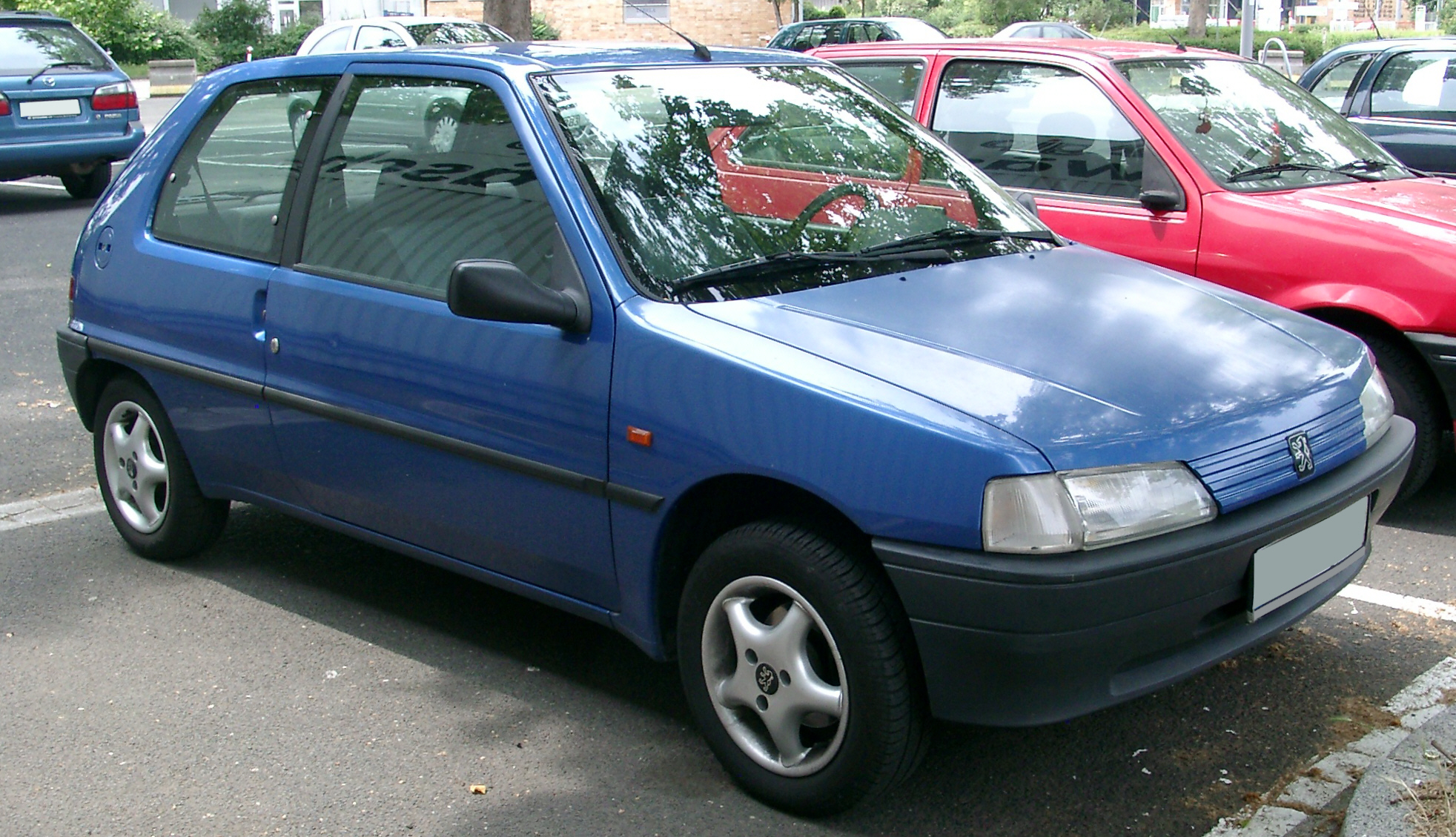
Peugeot 106 1.Generace

Peugeot 106 byl představen poprvé v září roku 1991 jako třídveřový hatchback. Počáteční nabídka motorů byla 1.0i, 1.1i, 1.4i a 1.4D. Později byl agregát 1.4D nahrazen jednotkou 1.5D, která vznikla přepracováním původní 1.4D.
Zpočátku byly verze 1.0 a 1.1 vybaveny karburátorem, ale po roce výroby výrobce nahradil karburátory jednobodovým vstřikováním paliva. Bylo tak učiněno kvůli požadavkům evropské komise.
První generace se dočkala i ostré verze pod označením Rallye, která byla vybavena bíle lakovanými plechovými koly o průměru 14 palců, která byla opatřena obchodní známkou a vyráběla je společnost Michelin. Dále tato verze byla ochuzena o veškerou výbavu (posilovač řízení, centrální zamykání a elektrická okna), aby se výsledná váha dostala na hranici 825 kg.
Druhá nejostřejší verze byla XSi, která se lišila motorem a výbavou. Motor byl do roku 1994 o objemu 1,4 o výkonu 70 kW a od roku 1994 1,6 l o výkonu 77 kW.

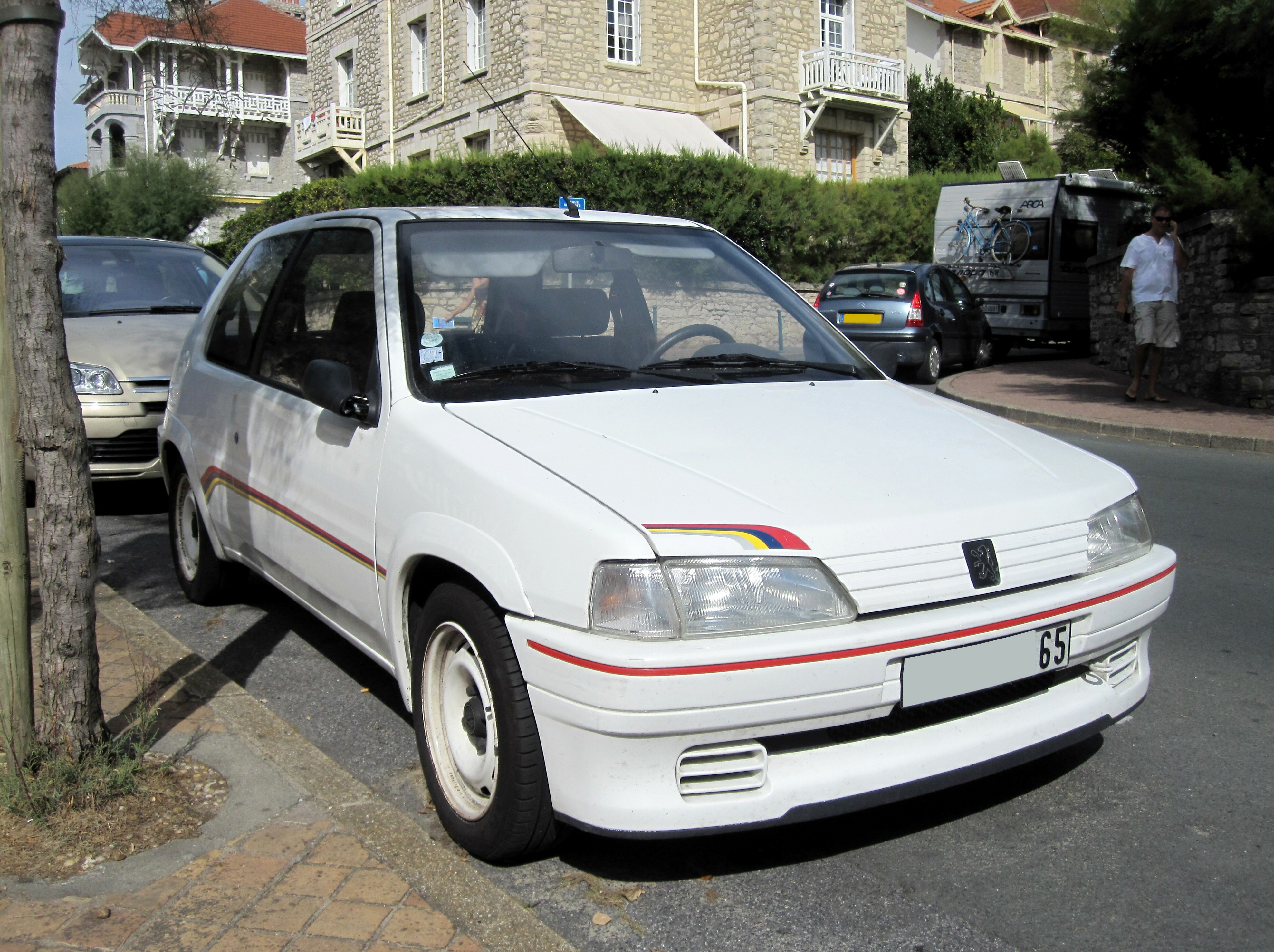
Peugeot 106 Rallye

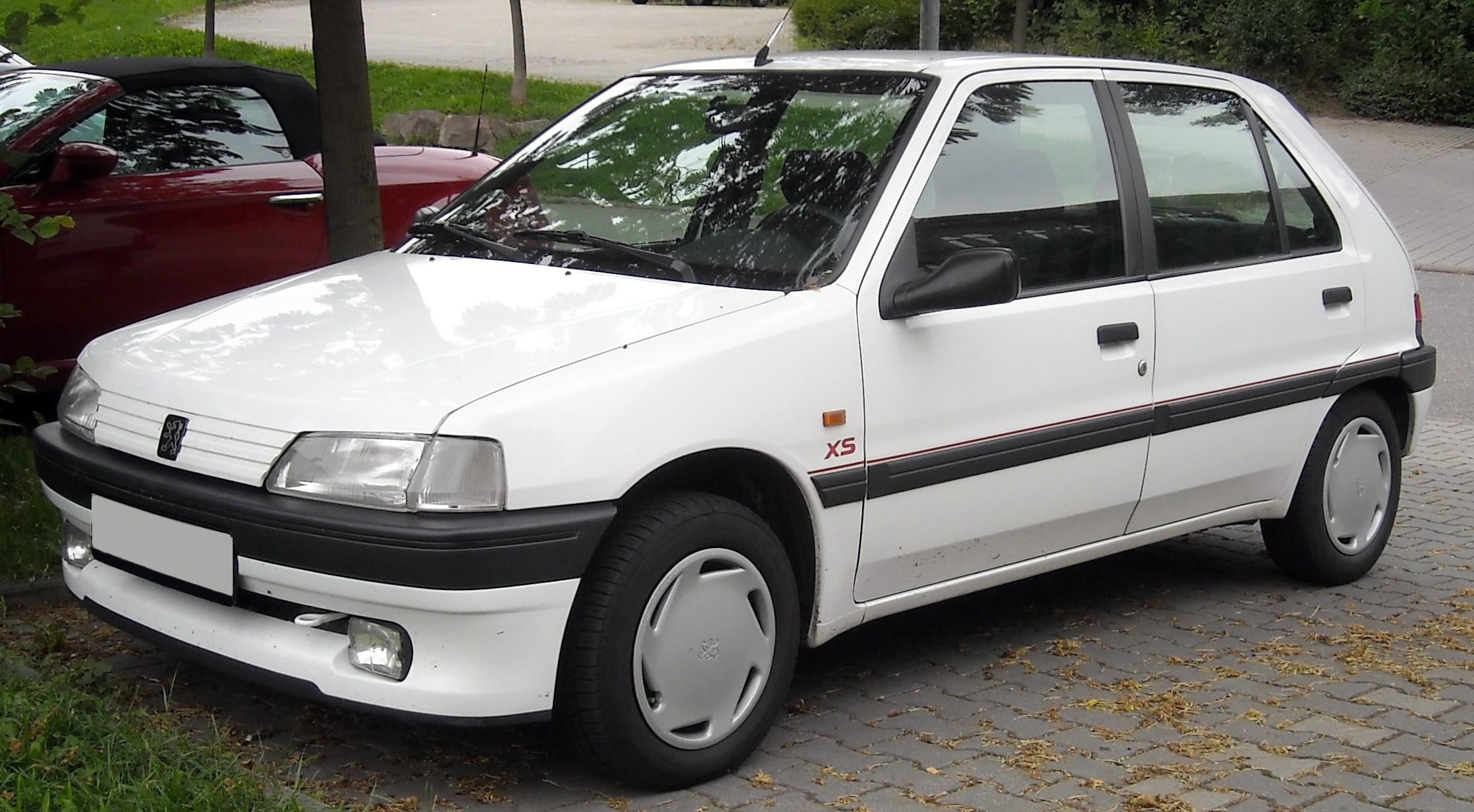
Peugeot 106 1. generace pěti dveřová varianta

| Počet válců      | 4            |  |                 |                         |
| Uspořádání válců | Řadový       |  | Palivový systém | Magneti-Marelli MM8P    |
| Objem motoru     | 1294 cm³     |  | Kompresní poměr | 10,2                    |
| Vrtání x Zdvih   | 75 × 73,2 mm |  | Maximální výkon | 74 kW při 7200 ot./min  |
| Počet vetilů     | 8            |  | Točivý moment   | 108 Nm při 5400 ot./min |

| Počet válců      | 4                       |  |                 |                                                                  |
| Uspořádání válců | Řadový                  |  | Palivový systém | Bosch Motronic MP3.1/Magneti Marelli 8P (vícebodové vstřikování) |
| Objem motoru     | 1360 / 1587 cm³         |  | Kompresní poměr | 9,6                                                              |
| Vrtání x Zdvih   | 75 × 77 mm / 78 × 92 mm |  | Maximální výkon | 70 kW při 6600 ot./min / 77 kW při 6200 ot./min                  |
| Počet ventilů    | 8                       |  | Točivý moment   | 117 Nm při 4200 ot./min / 135 Nm při 3500 ot./min                |

## 2. generace (1996–2003)

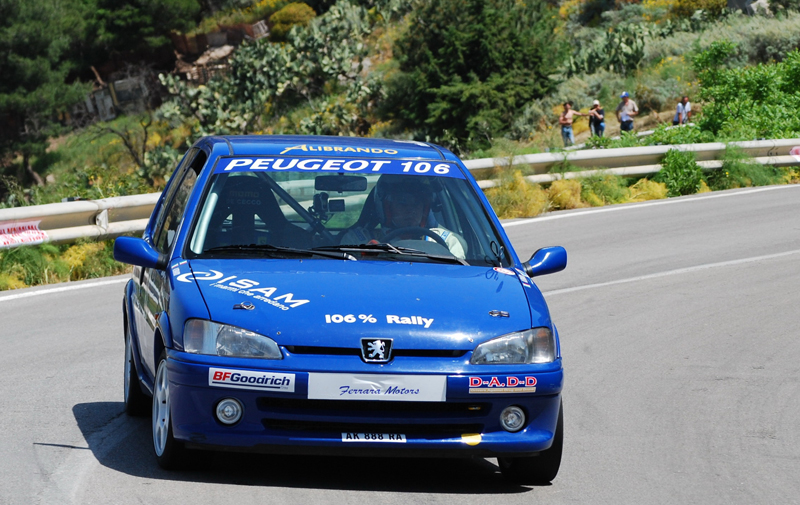
Peugeot 106 2. generace

V roce 1996 uvedla na trh automobilka pozměněnou verzi modelu 106. Proběhlo výrazné zaoblení karosérie (facelift). Změny proběhly i v interiéru.
V interiéru došlo k použití nových a kvalitnějších materiálů, palubní deska se zaoblila a byla vyrobena z měkčených plastů s motivem evokujícím kůži. Konstruktéři přidali boční airbagy, airbag spolujezdce a přesunuli ovládání elektrických oken z panelu dveří na středový tunel k parkovací brzdě.
Mnoho změn konstruktéři provedli také ve výbavě. Vůz mohl mít klimatizaci, ABS, vyhřívaná sedadla a sportovní paket.
Další změnou bylo uvedení dosud nejsilnější verze 106 S16 (v jiných zemích označovanou jako GTi). Tím automobilka dala svým příznivcům nástupce 205 GTi.

## Peugeot 106 S16

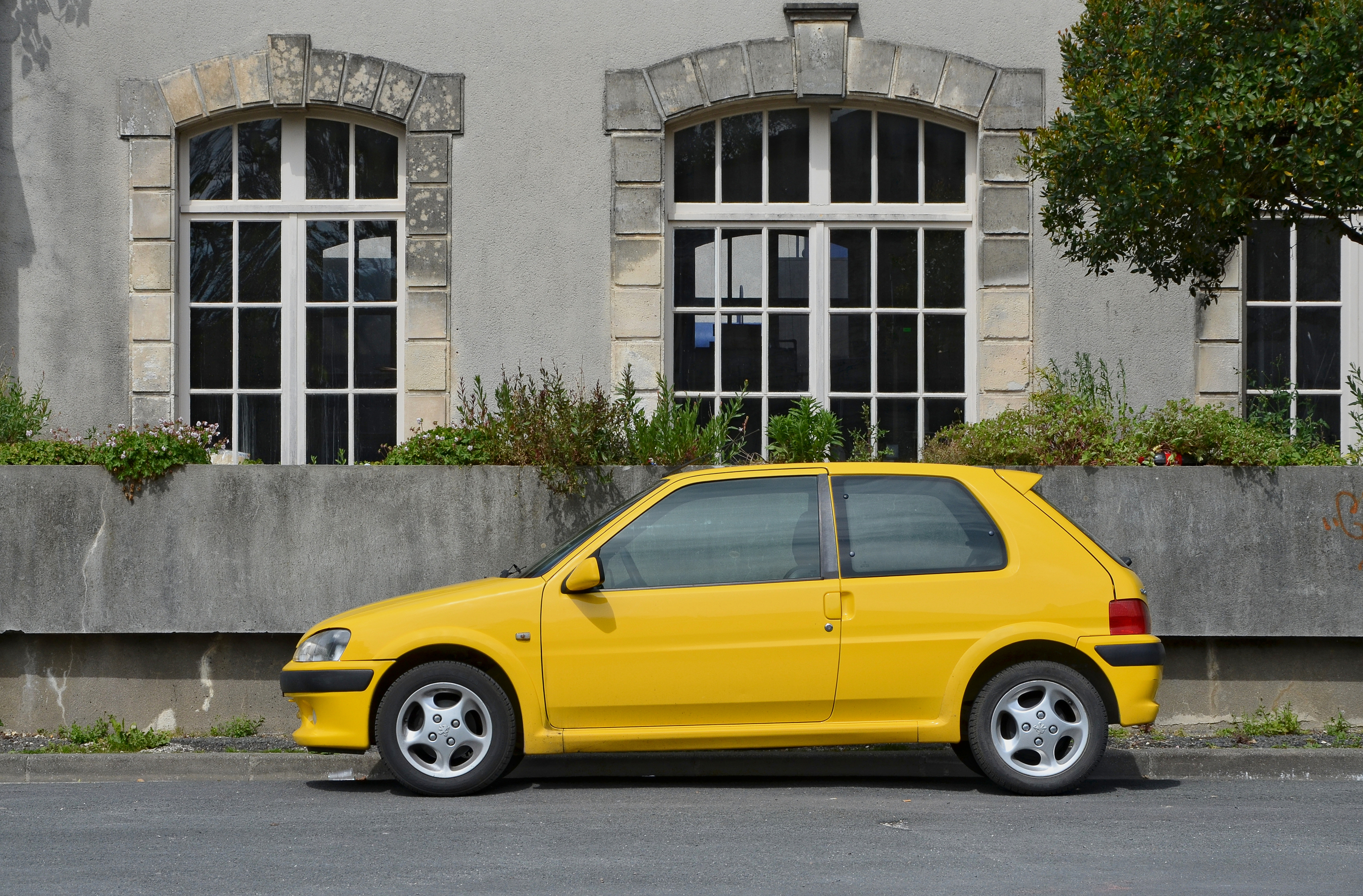

Verze S16 byla vybavena tehdy novým motorem TU5J4, což byl motor o objemu 1587 cm³ s 16ventilovou technikou s výkonem 88 kW.
Tato verze se od normální 106 lišila předním nárazníkem, oplastováním blatníků a prahů zadním nárazníkem. Podvozek se lišil tím, že oproti standardní 106 měla S16 uchycený přední zkrutný stabilizátor k pouzdru tlumiče tyčkou stabilizátoru, zatímco standardní provedení mělo stabilizátor uchycený k spodnímu rameni přední nápravy.
Zadní náprava se odlišovala tužšími torzními tyčemi a byly zde na rozdíl od standardních verzí použity kotoučové brzdy.

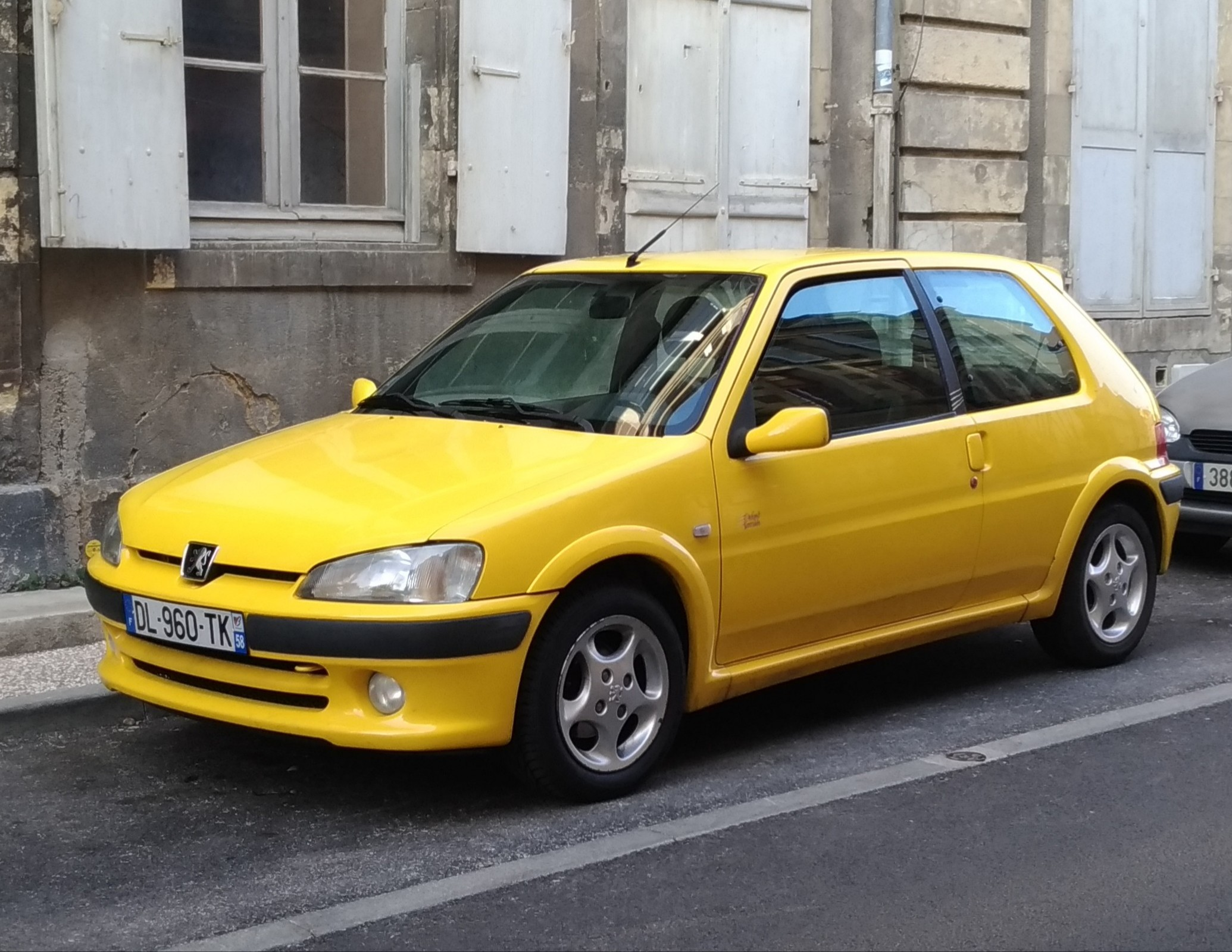

## Elektrická verze 106

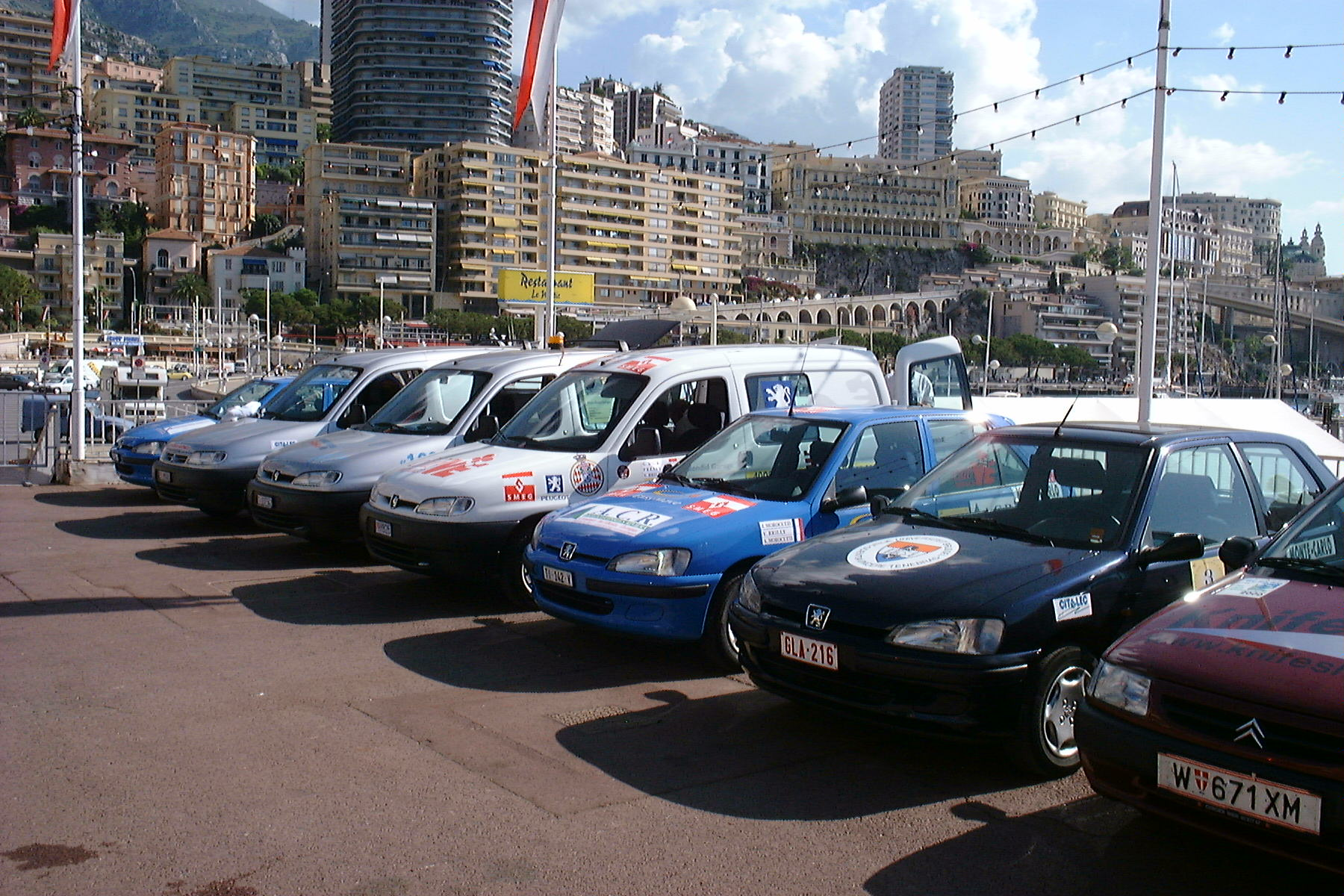
Bateriemi poháněné vozy Peugeot seřazené v Monaku

V roce 1995 vypustil Peugeot elektricky poháněnou verzi 106, která se nazývala Electrique. Byla nabízena v řadě evropských zemí (např. Francie, Belgie, Nizozemsko, Norsko a Spojené království).
Elektrický pohon byl vyvinut a postaven francouzskou inženýrskou společností Heuliez.
Vůz používal baterie typu Ni-Cd, které vyráběla společnost Saft Groupe SA. Vůz měl nejvyšší rychlost 90 km/h a oficiální dojezd 100 km.
Navzdory vysoké ceně vozidla Peugeot předpokládal každoroční poptávku po přibližně 15 000 až 20 000 vozech Peugeot 106 Electrique s očekávaným provozem 100 000 kusů. Nakonec bylo ale do roku 2003 prodáno jen 6400 kusů, z kterých nejvíce koupila francouzská státní správa.

## Zajímavosti

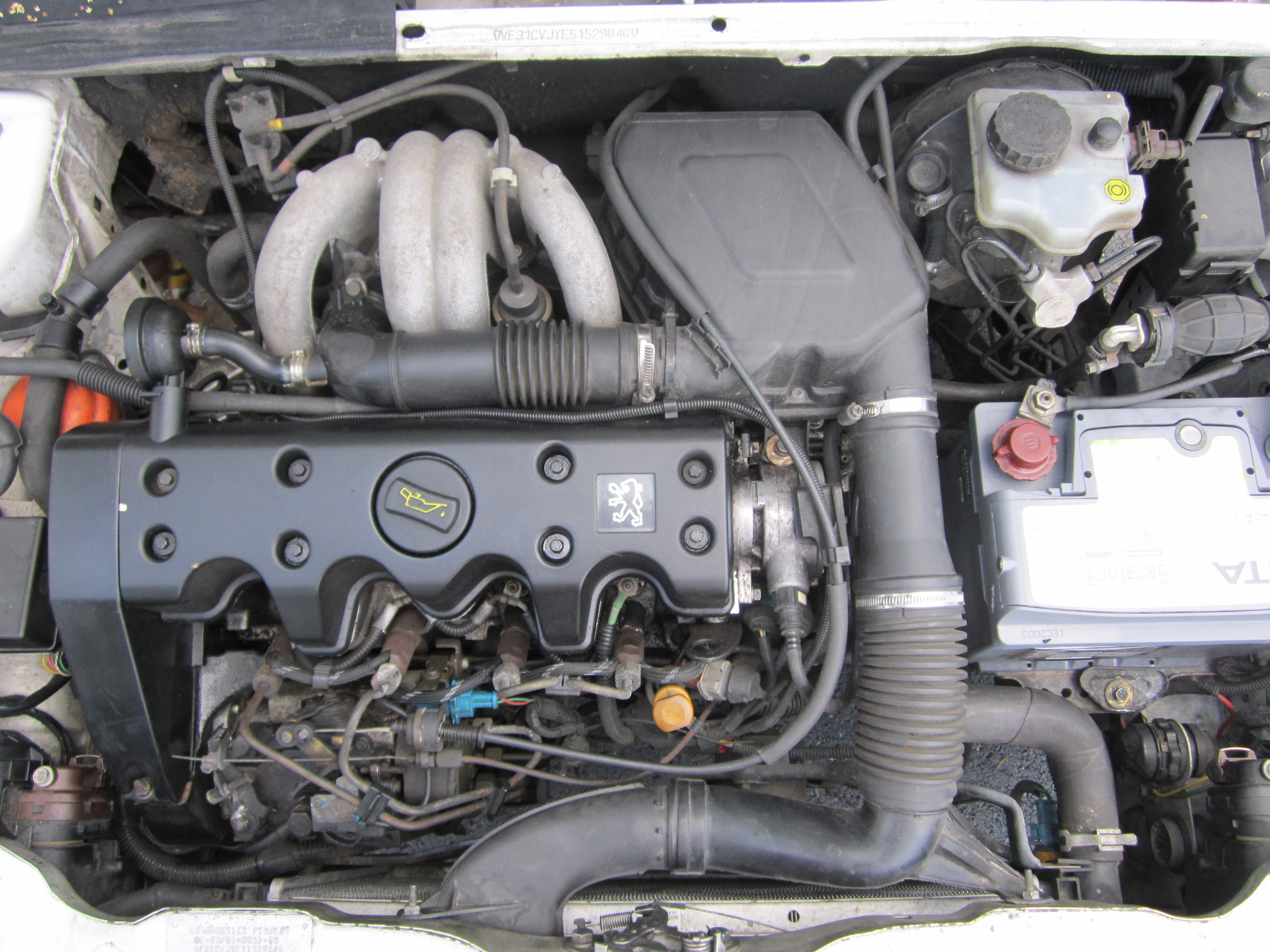
Motor 1.5D

### Motor 1.5D (TUD5/TUD5Y)
Tento motor byl rovněž montován do vozů Citroën Saxo a Nissan Micra K11.

### Motor 1.6 16V (TU5J4)

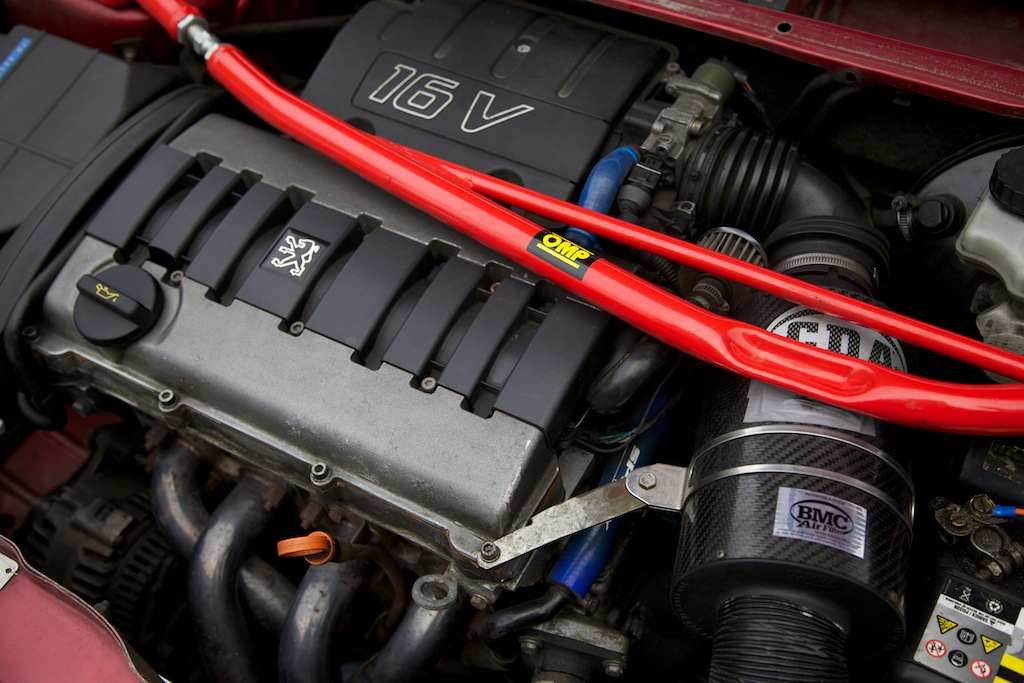
Motor 1,6 16V

Tento motor se dodnes s modifikacemi vyrábí (např. pro model 301 a Citroen C-Elysée)